# Читомо
Читомо — культурно-видавничий проєкт. Станом на 2017 рік є одним з провідних інтернет-ресурсів книговидання в Україні, який висвітлює видавничу сторону українського та світового книжкового процесу.
Поруч з такими порталами та сайтами як: мистецько-літературний портал «Буквоїд», літературний портал «ЛітАкцент», газета «Друг читача», Портал української книжкової індустрії тощо. відіграє вагому роль у висвітленні інформації про книжкове рейтингування.
Створений 2009 року. Співзасновницями проєкту є Оксана Хмельовська та Ірина Батуревич. Створювався як «культурно-читацький проєкт про дивні книжки, артбуки, фетиші, book-fashion, а також про і для людей, які люблять читати». Розпочати проєкт авторок підштовхнула цілковита відсутність видань про читання та книговидання на тогочасному українському медіаринку. Згодом тематика розширилась до спеціалізованих публікацій, зокрема й аналітики книжкового ринку, оглядів іноземного досвіду.
Зареєстрований як громадська організація Культурно-видавничий проєкт «Читомо», керівницею якої є Оксана Батуревич.
Матеріали сайту охоплюють такі тематики, як книжки, книговидання, письменництво, переклад та культура читання. Є постійним партнером різних книжкових подій в Україні та світі: BookForum, Publishing Perspectives, Франкфуртський книжковий ярмарок та Книжковий Арсенал. Його автори розповідають про тенденції видавничої справи в Україні та світі, висвітлюють літературні новини, неформальні книжкові проекти та молодих видавців, ведуть репортажі з книжкових фестивалів тощо. Намагаються знайомити читачів з новими іменами серед письменників та ілюстраторів. Наприклад, сайт першим опублікував інтерв'ю з «Аґрафкою» та багатьма іншими ілюстраторами.
В інтерв'ю від червня 2018 року Оксана Хмельовська сказала, що Читомо – єдине незалежне від видавців медіа про книговидання. Спочатку сайт був некомерційним і матеріали розміщувались безкоштовно. Але згодом, щоб зберегти незалежність, він комерціалізувався і почав виплачувати гонорари авторам, а також невелику зарплатню працівникам. Понад половину від 30 тис. гривень бюджету становили партнерські взаємодії, меншу частину — благодійність і власні інвестиції.
Станом на жовтень 2018 року фейсбуківська сторінка ресурсу налічує понад 24 тис. підписників.
Станом на травень 2019 року сайт chytomo.com мав щодня 1708 унікальних відвідувачів та 5124 перегляди сторінок. За даними Alexa.com за відвідуваністю сайт посідав 7024-те місце в Україні.
У квітні 2010 року за інформаційної та консультаційної підтримки «Читомо» у рамках проекту «Аудіокниги для людей із вадами зору» вийшла аудіокнига «Футуризм». Крім того, у межах цього проєкту вийшли книги з поезією Богдана-Ігора Антонича, Пауля Целана, повість Івана Андрусяка «Третій сніг», роман Сергія Жадана «Ворошиловграда» а також підручник «Універсальний журналіст».
У листопаді 2014 року редакція Читомо стала одним із засновників і дебютувала в журі «Рейтинг критика: найкращі дитячі та підліткові книжки року».
2016 року до сайту окремим підрозділом доєднався блог про дитячу літературу «Казкарка», заснований 2011 року. Його кураторками залишилися Валентина Вздульська й Оксана Лущевська.
Команда проекту:
- Головні редакторки та ініціаторки проекту — Іра Батуревич та Оксана Хмельовська
- Випусковий редактор — Олександр Мимрук
- Редакторка новин — Олеся Бойко
- Редакторка спецпроектів — Вікторія Фещук
- Керівниця відділу літкритики — Тетяна Петренко